# Dicra insignicornis
Dicra insignicornis là một loài bọ cánh cứng trong họ Cerambycidae.